# Lüganuse
Lüganuse (em estoniano:  Lüganuse vald) é um município rural estoniano localizado na região de Ida-Virumaa.